# 雪割橋

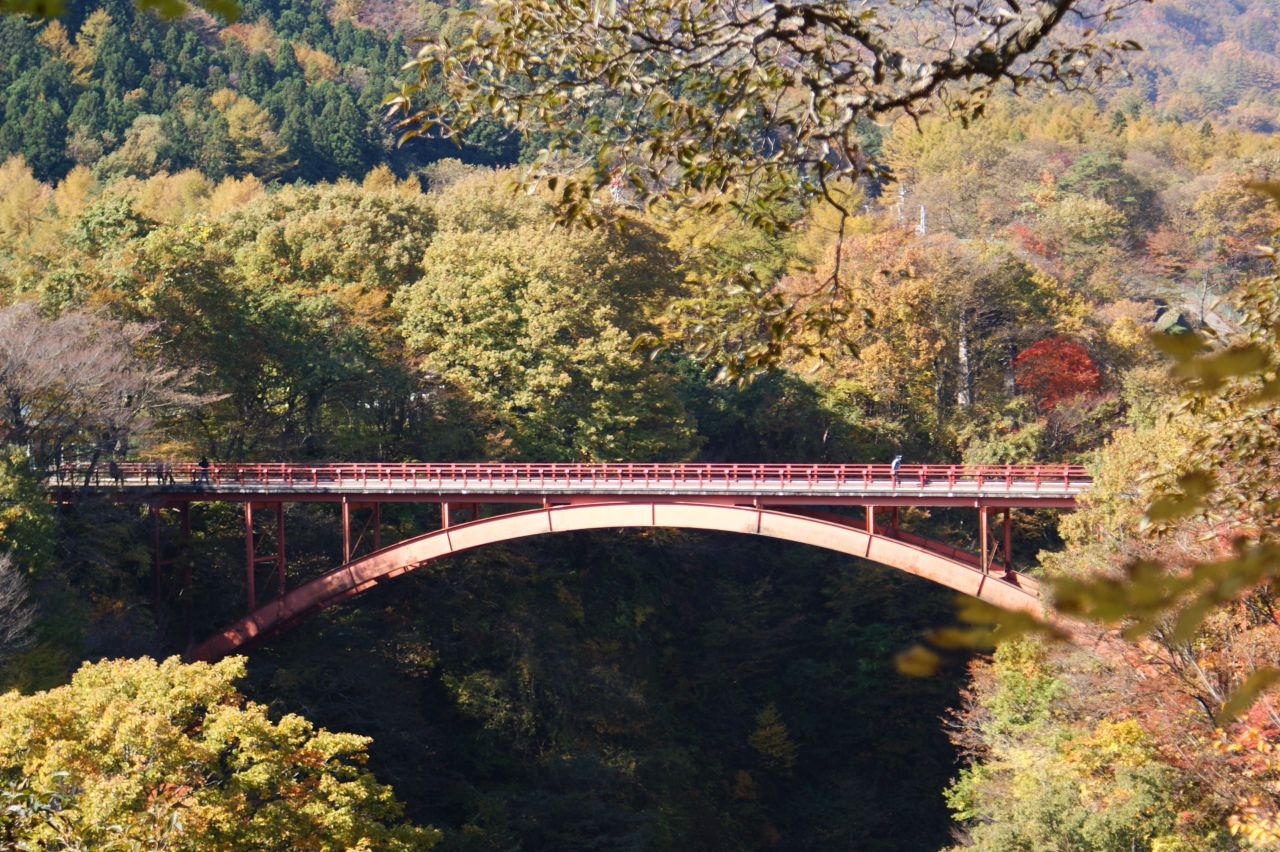
雪割橋（4代目）

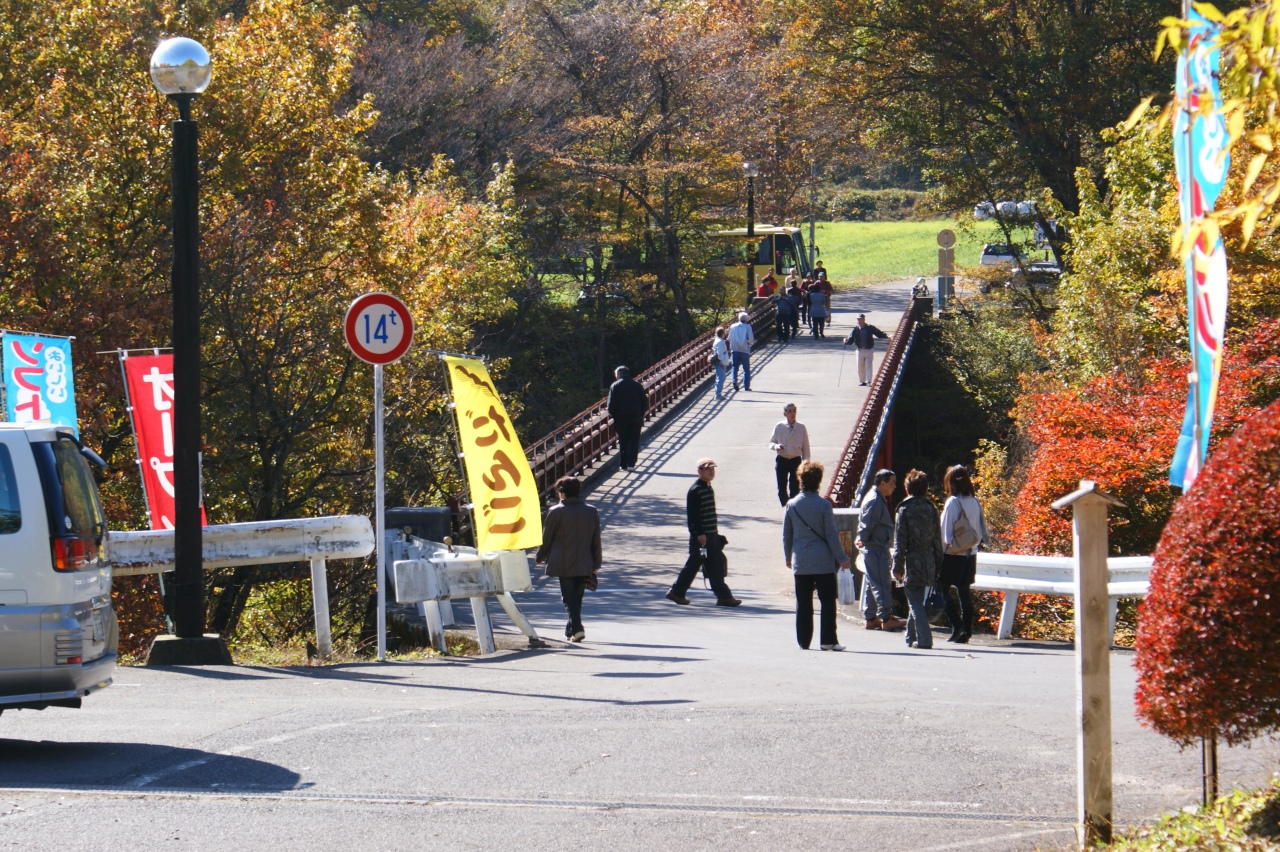
雪割橋（4代目）風景

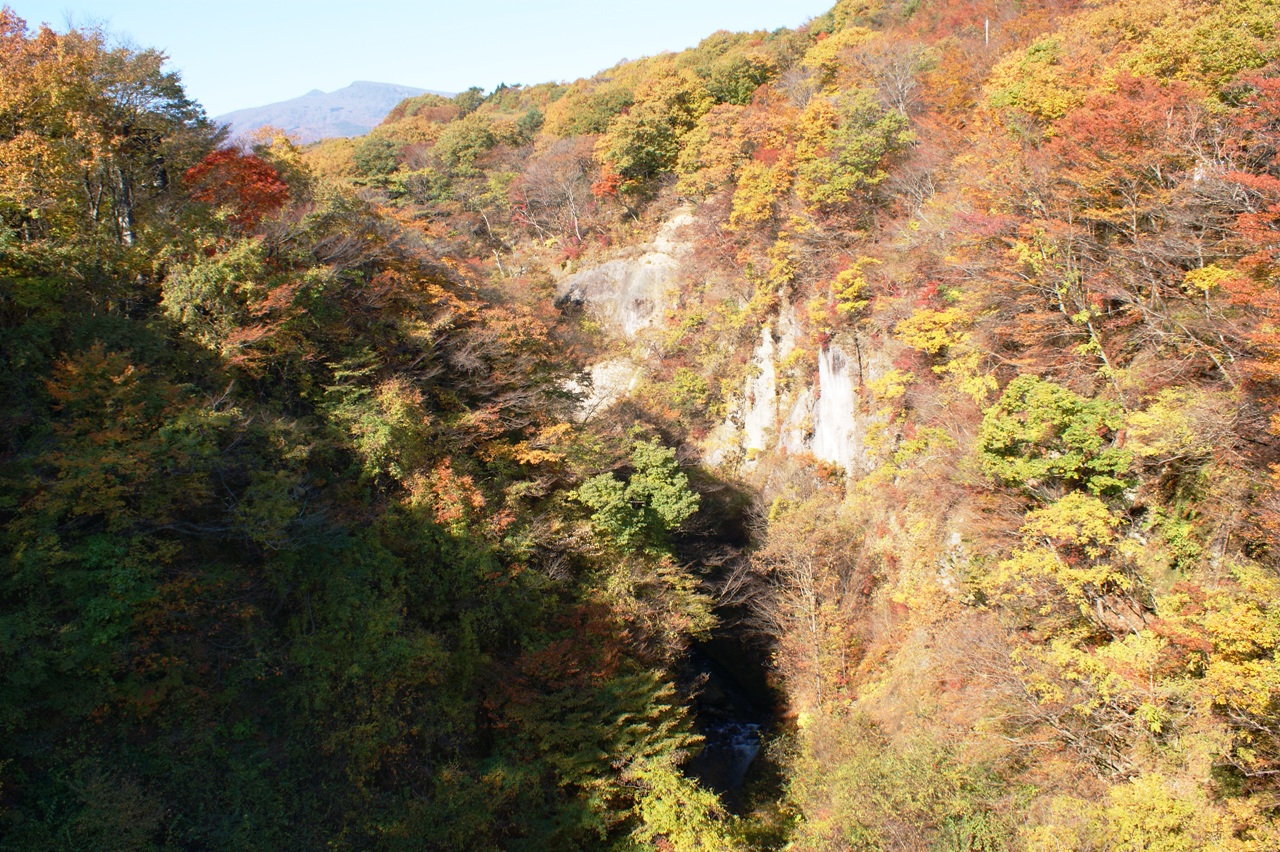
雪割渓谷

雪割橋（ゆきわりばし）は、福島県西白河郡西郷村の阿武隈川に架かる西郷村道川谷由井ヶ原線の道路橋である。

## 概要
- 全長：138.5 m[1]
- 幅員：6.5 m[1]
- 形式：
- 竣工：2021年
- 施工：

西郷村西部の山間部にて一級河川阿武隈川の源流部を渡る。南詰は真船字小菅、北詰は鶴生字由井ヶ原に位置する。現在架かる橋は2021年（令和3年）に掛けられた橋で、当地に架かる橋としては5代目に当たる。初代橋梁の架設以来長らく東北地方で2番目の長さを誇る阿武隈川の最上流部に位置する橋梁であったが、2008年（平成20年）9月21日、甲子道路が上流側に開通し最上流の橋の座を甲子大橋に譲った。グランドキャニオンのような深くえぐられた雪割渓谷をまたぐ当橋梁は谷底からの高さが約50 mあり、紅葉の名所として名高い。
また、西郷村市街地と由井ヶ原地区を結ぶ唯一の通行経路であるほか、陸上自衛隊白河布引山演習場の付近住民の緊急避難及び消防活動に資する道路として重要な橋梁である。しかしながら普通自動車の離合が困難な狭隘な幅員と、重量規制による大型車の通行規制、さらに老朽化が進んでおり円滑な自動車交通に支障が生じているため、防衛施設周辺の生活環境の整備等に関する法律第8条の道路改修等事業による補助事業として新橋梁の5代目雪割橋架設事業が2012年（平成24年）度より行われている。全長138.5 mの新橋梁架設と周辺の道路改良（延長1,700 m、幅員5.5 m）が行われ、2021年（令和3年）5月22日に開通した。4代目雪割橋の撤去を含めた事業完了は2022年（令和4年）度を予定している。総事業費はおよそ21億円（うち補助額はおよそ15億円）である。

## 沿革
- 1946年（昭和21年）1月 : 第二次世界大戦後の食料増産のため国鉄食糧増産本部の直轄農場として由井ヶ原地区の開拓が始まり[4]、入植や資材運搬のために雪割渓谷を渡河する必要があった。当初は深い渓谷に縄梯子を架け命がけで川を渡っていた。
- 1946年（昭和21年） : 初代雪割橋架橋。全長81 m、幅員約90 cmの吊橋であった。
- 1947年（昭和22年）7月 : 2代目雪割橋架橋。木造主塔を擁する吊橋であった。
- 1951年（昭和26年）9月 : 3代目雪割橋架橋。RC主塔を擁する吊橋で、現在でも橋台跡が残る。
- 1957年（昭和32年） : 4代目雪割橋架橋。
- 2021年（令和3年）5月22日 : 5代目（現）雪割橋開通[2]。

## 橋周辺
当橋は阿武隈川の源流域の長さ約4 kmの雪割渓谷の中ほどにかかり、観光スポットとしても名高い。雪割の名前は一面銀世界となる冬景色を割るように阿武隈川が流れることに由来する。橋の袂には開拓農家の流れをくむ雪割農場、食堂兼土産物屋、バーベキューのできる公園等がある。

## 隣の橋
（上流） - 甲子大橋 - 雪割橋 - 逢隈橋 - （下流）